# Bogda Feng
Bogda Feng (chiń. upr. 博格达峰; chiń. trad. 博格達峰; pinyin Bógédá Fẽng) – najwyższy szczyt w pasmie Bogda Shan, we wschodniej części gór Tienszan, na terytorium Chin. Stoki tego szczytu są nachylone od 70° do 80°, co miało wpływ na to, że szczyt został zdobyty dopiero w 1981 roku.